# Margaret Wentworth
Margaret Wentworth, znana również jako Margery Wentworth oraz jako Lady Seymour i Dame Margaret Seymour  (ur. ok. 1478, zm. 18 października 1550) – była żoną sir Johna Seymoura, a także matką królowej Jane Seymour – trzeciej żony króla Anglii Henryka VIII Tudora. Była babką króla Edwarda VI Tudora.

## Rodzina
Margaret urodziła się około roku 1478, jako córka sir Henry'ego Wentwortha i Anne Say, córki sir Johna Say'a i Elizabeth Cheney. 
Jej przyrodnimi kuzynami byli Elżbieta Howard i Edmund Howard – rodzice innych królowych króla Henryka VIII, Anny Boleyn i Katarzyny Howard. 
Pierwszym mężem jej matki, Elizabeth Cheney był Frederick Tilney, ojciec Elizabeth Tilney, hrabiny Surrey. Dzięki temu Anne Say – choć sama nie była szlachcianką na poziomie szlacheckim – stała się przyrodnią siostrą hrabiny. Sama Margaret była również potomkinią króla Edwarda III; to odległe królewskie pokrewieństwo jest częściowo powodem, dla którego Henryk VIII zdecydował się poślubić jej córkę, Jane Seymour. 

## Wczesne życie
Otrzymała miejsce w służbie u swojej ciotki, hrabiny Surrey, gdzie poznała poetę Johna Skeltona, który uczynił ją swą muzą. Została uznana za wielką piękność zarówno przez Skeltona, jak i innych. W poświęconej dla niej poezji chwalił jej zachowanie. Wiersz Skeltona, Garland of Laurel, w którym dziesięć kobiet oprócz hrabiny tka koronę laurową dla samego Skeltona, przedstawia Margery jako nieśmiałą, miłą dziewczynę i porównuje ją do pierwiosnka i orlika. Pozostałe dziewięć kobiet z wiersza to: Elizabeth Howard, Muriel Howard, lady Anne Dacre z Południa, Margaret Tynley, Jane Blenner-Haiset, Isabel Pennell, Margaret Hussey, Gertrude Statham i Isabel Knyght.

## Małżeństwo i potomstwo
22 października 1494 roku, Margaret poślubiła sir Johna Seymoura (1476–1536) z Wulfhall, w hrabstwie Wiltshire. Mieli razem dziesięcioro dzieci:
- John Seymour (?–zm. w 1510 r.)
- Edward Seymour, 1. książę Somersetu i Lord protektor króla Edwarda VI Tudora (ok. 1500–1552), żonaty z Katarzyną Fillol, a następnie z Anną Stanhope.
- Sir Henry Seymour (1503–1578), żonaty z Barbarą Wolfe.
- Tomasz Seymour, 1. baron Seymour Sudeley (ok. 1508–1549), poślubił Katarzynę Parr, wdowę po królu Henryku VIII, w 1547 roku.
- John Seymour (zmarł młodo)
- Anthony Seymour (?–zm. w ok. 1528 r.)
- Jane Seymour (ok. 1509–1537), trzecia królowa-małżonka Henryka VIII oraz matka Edwarda VI.
- Margaret Seymour (?–zm. w ok. 1528 r.)
- Elizabeth Seymour (ok. 1518–1568), była żoną sir Anthony'ego Ughtreda, następnie Gregory'ego Cromwella, 1. barona Cromwell i finalnie Johna Pauleta, 2. markiza Winchester.
- Dorothy Seymour (?–?), była żoną Clementa Smitha (ok. 1515–1552) z Little Baddow, w hrabstwie Essex, a następnie Thomasa Leventhorpe'a z Shingle Hall, w hrabstwie Hertfordshire.

Przypuszcza się, że Margaret i John byli udanym małżeństwem. Po śmierci męża, miast powtórnie wyjść za mąż, powzięła większą rolę w edukacji swoich dzieci, prowadząc równocześnie Wulfhall. Warto zauważyć, że jej najstarsza córka, Jane, nie była szkolona w formalnym otoczeniu; Margaret zamiast tego zdyscyplinowała ją w bardziej tradycyjnych rolach, które uznała za odpowiednie.
Jej syn Edward, żołnierz i sługa królewski, został księciem Somersetu i Lordem protektorem. Był najstarszym ocalałym dzieckiem Seymourów.

## Śmierć
Zmarła z przyczyn naturalnych 18 października 1550 roku, otoczona bliskimi. 